# قرار مجلس الأمن التابع للأمم المتحدة رقم 1576
قرار مجلس الأمن التابع للأمم المتحدة رقم 1576، المتخذ بالإجماع في 29 تشرين الثاني / نوفمبر 2004، بعد التذكير بالقرارين 1529 (2004) و1542 (2004) بشأن الحالة في هايتي، مدد المجلس ولاية بعثة الأمم المتحدة لتحقيق الاستقرار في هايتي حتى 1 يونيو، 2005.
وشددت ديباجة القرار على الحاجة إلى المصالحة السياسية وإعادة البناء الاقتصادي في البلاد. وأدان أعمال العنف وانتهاكات حقوق الإنسان ومحاولات بعض الجماعات المسلحة تنفيذ القانون بشكل غير مصرح به في البلاد، والتي يتعين نزع سلاحها في أقرب وقت ممكن.
وبموجب الفصل السابع من ميثاق الأمم المتحدة، مدد المجلس ولاية بعثة الأمم المتحدة لتحقيق الاستقرار في هايتي، على أن يتم تجديدها إذا لزم الأمر. تمت مطالبة الحكومة الانتقالية في هايتي ببناء عملية ديمقراطية وانتخابية شاملة. وقد طلب المجلس مساهمات دولية، وطلب من الأمين العام كوفي عنان تقديم تقرير كل ثلاثة أشهر عن تنفيذ ولاية بعثة الأمم المتحدة لتحقيق الاستقرار في هايتي.

## روابط خارجية
- نص القرار في undocs.org